# 子母口
子母口（しぼくち）は、神奈川県川崎市高津区の大字。住居表示未実施区域。

## 地理
高津区内の南東部に位置し、東側は中原区である。北側には下新城、西には千年、南には久末や蟹ヶ谷、東は明津と接している。南側には矢上川が流れる。また子母口の一画に僅かな広さながら子母口富士見台（しぼくちふじみだい）が存在している。

### 地価
住宅地の地価は、2024年（令和6年）7月1日時点の神奈川県地価調査によれば、子母口字富士見台54番55の地点で23万円/m²、子母口字新田町456番1の地点で32万7000円/m²となっている。

## 歴史

### 沿革
- 1937年（昭和12年）6月1日 - 橘樹郡橘村が川崎市に編入し、川崎市子母口となる。
- 1955年（昭和30年）8月 - 子母口・千年の各一部から子母口富士見台が設置される。
- 1972年（昭和47年）4月1日 - 川崎市が政令指定都市に指定され、高津区が設置される。川崎市高津区子母口となる[5][8]。

## 世帯数と人口
2025年（令和7年）6月30日現在（川崎市発表）の世帯数と人口は以下の通りである。
| 大字           | 世帯数    | 人口    |
| -------------- | --------- | ------- |
| 子母口         | 4,880世帯 | 9,917人 |
| 子母口富士見台 | 4,880世帯 | 9,917人 |

### 人口の変遷
国勢調査による人口の推移。
| 年                 | 人口  |
| ------------------ | ----- |
| 1995年（平成7年）  | 7,885 |
| 2000年（平成12年） | 8,450 |
| 2005年（平成17年） | 8,950 |
| 2010年（平成22年） | 9,070 |
| 2015年（平成27年） | 9,428 |
| 2020年（令和2年）  | 9,860 |

※子母口・子母口富士見台の合算

### 世帯数の変遷
国勢調査による世帯数の推移。
| 年                 | 世帯数 |
| ------------------ | ------ |
| 1995年（平成7年）  | 3,242  |
| 2000年（平成12年） | 3,439  |
| 2005年（平成17年） | 3,717  |
| 2010年（平成22年） | 3,921  |
| 2015年（平成27年） | 4,085  |
| 2020年（令和2年）  | 4,356  |

※子母口・子母口富士見台の合算

## 学区
市立小・中学校に通う場合、学区は以下の通りとなる（2024年3月時点）。
| 大字           | 番・番地等 | 小学校               | 中学校             |
| -------------- | ---------- | -------------------- | ------------------ |
| 子母口         | 全域       | 川崎市立子母口小学校 | 川崎市立東橘中学校 |
| 子母口富士見台 | 全域       | 川崎市立子母口小学校 | 川崎市立東橘中学校 |

## 事業所
2021年（令和3年）現在の経済センサス調査による事業所数と従業員数は以下の通りである。
| 大字           | 事業所数  | 従業員数 |
| -------------- | --------- | -------- |
| 子母口         | 269事業所 | 2,948人  |
| 子母口富士見台 | 269事業所 | 2,948人  |

### 事業者数の変遷
経済センサスによる事業所数の推移。
| 年                 | 事業者数 |
| ------------------ | -------- |
| 2016年（平成28年） | 260      |
| 2021年（令和3年）  | 269      |

※子母口・子母口富士見台の合算

### 従業員数の変遷
経済センサスによる従業員数の推移。
| 年                 | 従業員数 |
| ------------------ | -------- |
| 2016年（平成28年） | 2,751    |
| 2021年（令和3年）  | 2,948    |

※子母口・子母口富士見台の合算

## 交通

### 道路
- 神奈川県道14号鶴見溝ノ口線
- 神奈川県道45号丸子中山茅ヶ崎線
- 神奈川県道106号子母口綱島線

### 鉄道
域内には鉄道駅はない。武蔵野貨物線が、県道45号の厳川橋交差点の地下を通過している。

### 路線バス
東急バスが新城駅、溝の口駅南口、高田駅、綱島駅、川崎市バスが新城駅、溝口駅南口、梶ヶ谷駅、元住吉駅、小杉駅、川崎駅西口方面へのバスを運行している。

## 施設
- 橘樹神社
- 川崎市立東橘中学校
- 川崎子母口郵便局[19]
- ライフ 子母口店[20]
- マルエツ子母口店
- 橘公園
- 江川せせらぎ遊歩道（中原区との境界線上）

## その他

### 日本郵便
- 郵便番号 : 213-0023[3]（集配局 : 高津郵便局[21]）

### 警察
町内の警察の管轄区域は以下の通りである。
| 大字           | 番・番地等 | 警察署     | 交番・駐在所 |
| -------------- | ---------- | ---------- | ------------ |
| 子母口         | 全域       | 高津警察署 | 千年交番     |
| 子母口富士見台 | 全域       | 高津警察署 | 千年交番     |